# پارک وون جه
پارک وون جه (کره‌ای: 박원재؛ زادهٔ ۲۸ مهٔ ۱۹۸۴) بازیکن فوتبال اهل کره جنوبی است.
از باشگاه‌هایی که در آن بازی کرده است می‌توان به باشگاه فوتبال چونبوک هیوندای موتورز، باشگاه فوتبال پوهانگ استیلرز، و باشگاه فوتبال اومیا آردیجا اشاره کرد.
وی همچنین در تیم ملی فوتبال کره جنوبی بازی کرده است.